# رابرت سوبرا
رابرت سوبرا (انگلیسی: Robert Sobera؛ زادهٔ ۱۹ ژانویهٔ ۱۹۹۱) ورزشکار دو و میدانی اهل لهستان است.
وی در مسابقات کشوری و بین‌المللی در مجموع برندهٔ ۱ مدال نقره و ۱ مدال برنز شده است.